# Windpark Osório
Windpark Osório is een windmolenpark in Osório, Brazilië.
Windpark Osório was het grootste windmolenpark van Latijns-Amerika en de op een na grootste in de wereld op het moment van de voltooiing in 2007.
Maar dit is in 2012 overtroffen door Complexo Eólico do Alto Sertão I in Bahia.
Het park bestaat uit 75 windturbines, waarvan de eerste 25 in 2006 operationeel zijn geworden, de overblijvende in 2007.
Elke windturbine kan 2 MW leveren, de totale geïnstalleerde capaciteit is daarmee 150 MW.
De kosten werden voor 69% door de Braziliaanse ontwikkelingsbank (BNDES) gefinancierd .